# 萧美人 (唐朝)
萧美人（?—?），是唐太宗的美人（正四品妃嫔，次于嫔、婕妤，高于才人、宝林），萧铄的第二个女儿。现有册封诏书传世：维贞观年月日云云，於戏！萧铄第二女，禀训冠族，著美家声，习礼流誉，镜图有则。宜升后庭，允兹令典，是用命尔为美人。往，钦哉！其光膺徽命，可不慎欤！